# Petrovka, 38
Petrovka, 38 (russisk: Петровка, 38) er en sovjetisk spillefilm fra 1980 af Boris Grigorjev.

## Medvirkende
- Georgij Jumatov som Aleksej Pavlovitj Sadtjikov
- Vasilij Lanovoj som Vjatjeslav Nikolajevitj Kostenko
- Jevgenij Gerasimov som Valja Posljakov
- Ljudmila Nilskaja som Aljona
- Mikhail Zjigalov